# Artemis III
Artemis III is de geplande derde missie van NASA’s Artemisprogramma. Initieel was deze missie voorzien in 2024, ondertussen werd de missie steeds verder uitgesteld. Anno augustus 2025 staat deze voor halverwege 2027 gepland.
Het is de tweede bemande vlucht van een SLS-Orion en moet de terugkeer van Amerikaanse ruimtevaarders naar het maanoppervlak bewerkstelligen. De vlucht moet tevens de eerste vrouw en de eerste persoon met een donkerder huidskleur op de Maan zetten.

## Missie

### Eerste plan; via Lunar Gateway
De missie werd in het voorjaar van 2019 aangekondigd. Er was nog veel onduidelijk over het kort daarvoor opgestarte Artemisprogramma en de voorgestelde hardware week nog op veel punten af van latere ontwerpen. Voor de vlucht was een maanlander nodig die in drie delen door commerciële draagraketten zou worden gelanceerd en in de ruimte moest worden geïntegreerd. De lander zou dan bestaan uit een afdaalmodule, een opstijgmodule en de bemanningsmodule. Daarnaast was de basisversie van de Lunar Orbital Platform-Gateway in de toenmalige planning reeds beschikbaar. Dat is een ruimtestation dat rond de maan cirkelt.
De Lunar Gateway bestaat dan uit twee modules, de Power and Propulsion Element en de mini-habitat. Deze worden in 2022 en 2023 gelanceerd met commerciële draagraketten. De bemanning zal met een SLS Block I-raket worden gelanceerd in een Orion-capsule. De Orion moest dan aanmeren bij de Gateway evenals de maanlander. De bemanning zou via de Gateway overstappen in de lander en afdalen naar het maanoppervlak en een landing op de zuidpool van de Maan uitvoeren.
Wat de doelen op de Maan zijn was (en is) nog niet duidelijk. De veronderstelde afdaalmodule zou achterblijven op de Maan. Met de opstijgmodule moest de bemanningsmodule terugkeren naar de Lunar Gateway. In de Orion-capsule zal de bemanning terugkeren naar de Aarde.

### Verandering van plan
Doordat de Lunar Gateway in 2024 nog niet beschikbaar is voor bemanning (mogelijk al wel gelanceerd maar zeker nog in testfase), werd in februari 2020 besloten dat Artemis III geen gebruik zal maken van de Gateway en zal er rechtstreeks in de lander worden overgestapt. Op dat moment werd verwacht dat de lander dan met een SLS IB-raket zou worden gelanceerd.
In april 2020 werden de drie finalisten van de aanbesteding voor de Artemis-lander bekend en werd al duidelijk dat de lander niet met een SLS-raket zou worden gelanceerd. In april 2021 won SpaceX de aanbesteding. Hun lander, Starship HLS, bestaat uit één deel, en kan in zijn geheel landen en opstijgen op de Maan. Door juridische protestprocedures van verliezende partijen werd de gunning van Starship HLS pas in november 2021 definitief.
Om de lander naar de Maan te krijgen zouden drie varianten van Starship worden ingezet. Starship HLS, de lander, wordt na lancering naar een baan om de aarde bijgetankt door Starship Storage Depot waarin in de ruimte brandstof kan worden bewaard. Deze wordt gevuld door 'Starship Tankers die stuwstoffen van de Aarde naar het depot vervoeren en ernaar overhevelen.

## Uitvoering
Anno februari 2020 is de ontwikkeling van de Orion Capsule zo goed als klaar en er zijn enkele capsules in aanbouw. Ook de ontwikkeling van SLS Block I is in de fase waarbij de eerste raket getest wordt. Die zullen in 2022 voor het eerst worden gelanceerd.
Op 30 april 2020 werden drie commerciële ontwerpen voor de Artemis-maanlander geselecteerd voor verdere uitwerking. In april 2021 koos NASA een voor SpaceX’ Starship HLS als enige bemande lander voor het Artemisprogramma. Daarmee was ook duidelijk dat het de lander van Artemis III zou worden.
Halverwege september 2021 was de drukcabine voor de Artemis III-Orion gereed.
Op 24 april 2022 was de waterstoftank van de Core-Stage voltooid.
Op 7 september 2022 werd duidelijk dat Axiom Space de ruimtepakken voor op de Maan voor deze missie gaat leveren. NASA betaalt daarvoor 228,5 miljoen dollar.
Op 2 september 2024 arriveerde de Europese Service Module in Port Canaveral. Deze werd met de Canopée, het raketten-transportschip van ArianeGroup vanuit Duitsland naar Florida gebracht.

## Historiek
Voordat het Artemisprogramma in maart 2019 werd opgestart bevatte het plan voor de missie die toen nog Exploration Mission 3 (EM-3) heette geen maanlanding. De bemanning zou 26 dagen met een habitat om de maan cirkelen. In een nog eerder stadium zou EM-3 de eerste vlucht met de SLS-Block IB-configuratie worden, maar de ontwikkeling van de krachtiger tweede trap van die raket werd in 2018 voorlopig stilgelegd omdat men de problemen bij de ontwikkeling van de eerste trap eerst wil oplossen.